# Festivalito
El Festivalito, nombre por el que es más conocido el Festival Internacional de Cine Chico de Canarias-Isla de La Palma, es un festival cinematográfico que se celebra cada verano en La Palma, Islas Canarias (España), desde 2002.
El certamen  fue el primer festival internacional en incorporar los rodajes a su programación aprovechando las nuevas tecnologías.[cita requerida] El Festivalito invita cada año a un grupo de actores y directores a escribir, rodar y estrenar un corto en el marco del certamen. Es la sección La Palma Rueda, por la que han pasado cineastas de los cinco continentes.

## Historia
El 27 de julio de 2002 se inauguraba en el Teatro Chico de Santa Cruz de La Palma la primera edición del Festival Internacional de Cine Digital Isla de La Palma-Canarias (aunque desde su primera edición se impuso el sobrenombre de Festivalito), que sumaba a los apartados habituales en los festivales cinematográficos tradicionales -secciones oficiales e informativas, retrospectivas, mesas redondas...- un concurso que retaba a los participantes a rodar un cortometraje en el marco del festival aprovechando las virtudes de la tecnología digital.
Actores y directores de todo el mundo han pasado por La Palma Rueda. Desde 2002, se han producido más de 180 cortometrajes con el sello de La Palma Rueda, además de dos largometrajes experimentales. Las obras deben inspirarse en un lema que se hace público en la gala inaugural, y se estrenan en la ceremonia de clausura del certamen.
Certamen de vocación heterodoxa, el Festivalito también aprovecha la singular geografía de La Palma para programar cada año proyecciones en playas y volcanes.

## Premios
Los galardones del Festivalito, que se conceden tanto en los apartados de exhibición como en la sección La Palma Rueda, son las Estrellas del Festivalito, que cada año diseña un joven artista inspirándose en el límpido firmamento de La Palma, isla en la que se encuentra el Instituto de Astrofísica de Canarias. 

## Lemas
- 2002: La utopía nace en una isla
- 2003: Hoy empieza todo
- 2004: Sentados al borde de la mañana con los pies colgando.
- 2005: Todos somos superhéroes
- 2006: Mahay... Y llegó la hora de los valientes!
- 2007: Hasta que la muerte nos separe
- 2008: ¡Coño, que bueno está esto!
- 2009: Volveremos con las botas puestas!
- 2020: Reset: No volvamos a la normalidad, la normalidad era el problema.